# Adolphe Joseph Thomas Monticelli

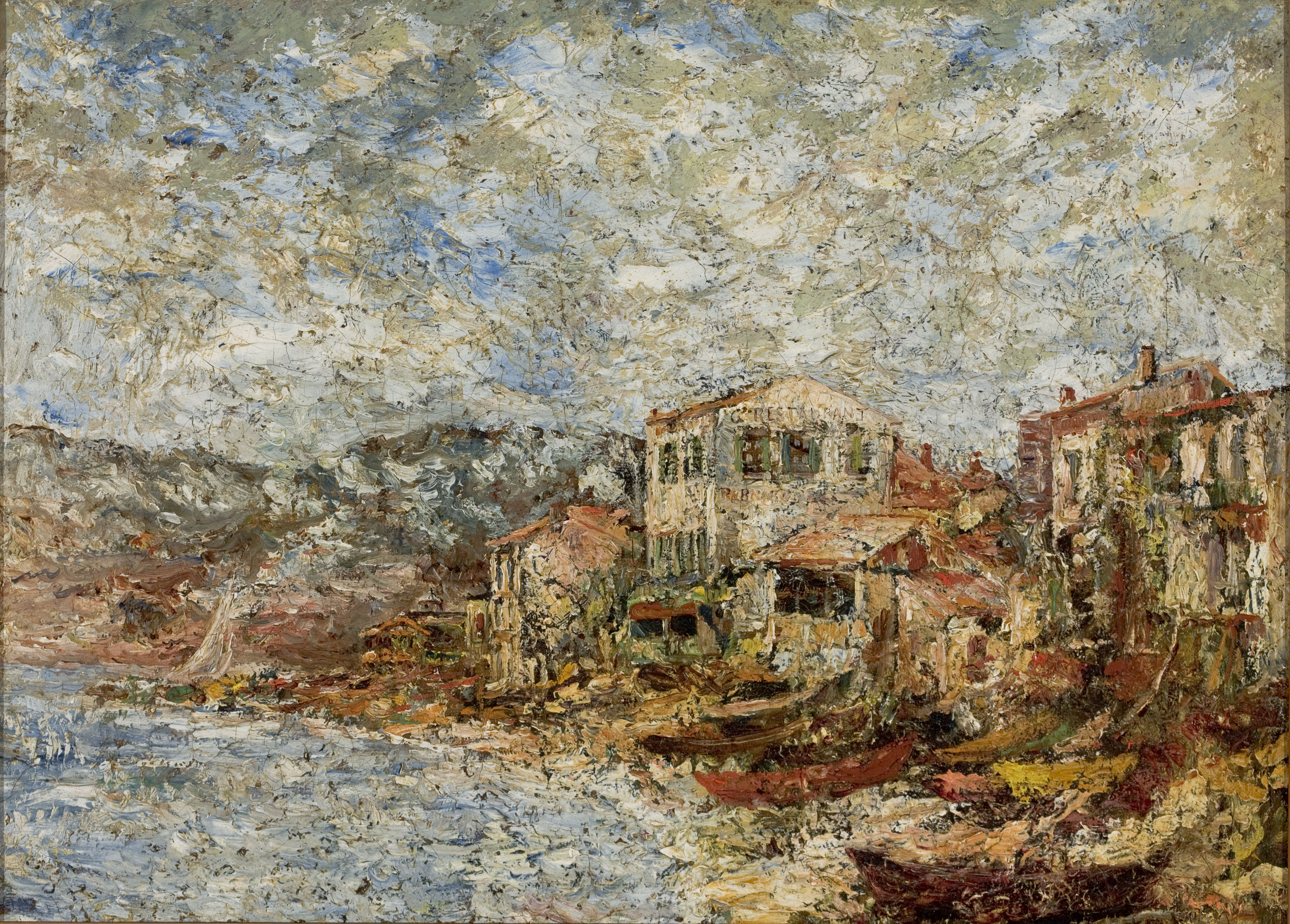
Marina cerca de Marsella (Aldea fantástica), obra de Monticelli, 1880-1884, óleo sobre lienzo, 28 x 38 cm, Museo de Arte de São Paulo.

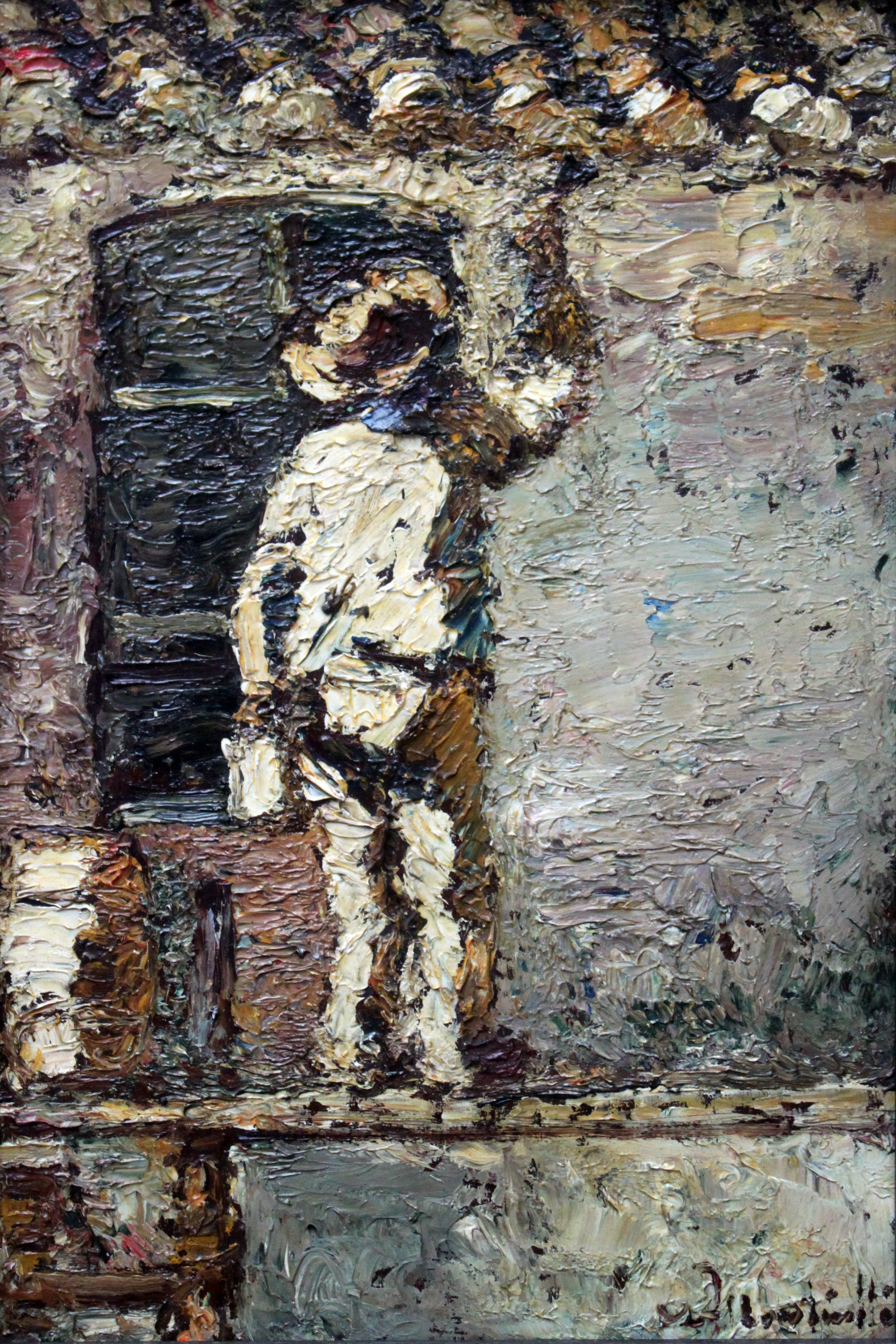
Pintor en una pared de la casa, 1875, Instituto Städel.

Adolphe Joseph Thomas Monticelli (Marsella, Francia, 14 de octubre de 1824 - Marsella, Francia, 29 de junio de 1886) fue un pintor francés del siglo XIX, de la generación precedente al impresionismo.

## Biografía
Adolphe Monticelli nació en Marsella en un hogar de condiciones humildes. Estudió en la École Municipale de Dessin de su ciudad desde 1842 hasta 1846, y después en París con Paul Delaroche en la École des Beaux-Arts. En París copió a los maestros de la pintura en el Museo del Louvre, y admiró los esbozos al óleo de Eugène Delacroix. En 1855 conoció a Narciso Díaz, miembro de la Escuela de Barbizon, y los comenzaron a pintar juntos en el bosque de Fontainebleau. Monticelli adoptó la práctica de Díaz de introducir desnudos o figuras elegantemente vestidas en sus paisajes.
Desarrolló un estilo de pintura romántica muy individual, en el que las superficies ricamente coloreadas, con manchas, granuladas y vidriosas, producen un efecto centelleante. Pintó personajes cortesanos inspirados en los de Antoine Watteau; también bodegones, retratos y temas orientales que deben mucho al ejemplo de Delacroix.
Después de 1870, Monticelli regresó a Marsella, donde viviría en la pobreza a pesar de su prolífica producción, vendiendo sus pinturas por pequeñas sumas. Hombre poco mundano, se dedicó resueltamente a su arte.
El joven Paul Cézanne se hizo amigo de Monticelli en los años 1860, y la influencia de la obra del segundo puede verse en la obra de Cézanne de esa década. Entre 1878 y 1884, los dos artistas pintaron paisajes juntos; en una ocasión pasaron un mes vagabundeando por el campo de Aix. Aunque Monticelli experimentó alrededor de 1870 con un tratamiento de la luz que reflejaba los descubrimientos de los impresionistas, encontraba desagradable la objetividad con que estos trataban los temas.
Enfrentado a las críticas por su estilo de pintura, el propio Monticelli señaló: «Pinto para dentro de treinta años». La obra de este pintor instintivo alcanzó su mayor espontaneidad en la década que precedió a su muerte en 1886. Reposa en el Cementerio Saint-Pierre (Marsella).

## Legado
En su libertad pictórica la obra de Monticelli prefigura la de Vincent van Gogh, quien admiró mucho su obra después de verla en París cuando llegó allí en 1886. Van Gogh adoptó una paleta más clara y una aproximación más audaz a la naturaleza, y más tarde dijo «A veces pienso que realmente soy la continuación de ese hombre». En 1890, Van Gogh y su hermano Theo fueron trascendentales a la hora de publicar el primer libro sobre Monticelli. En las cartas a su hermano, Vincent cita continuamente al marsellés y lo elogia como uno de sus pintores favoritos.

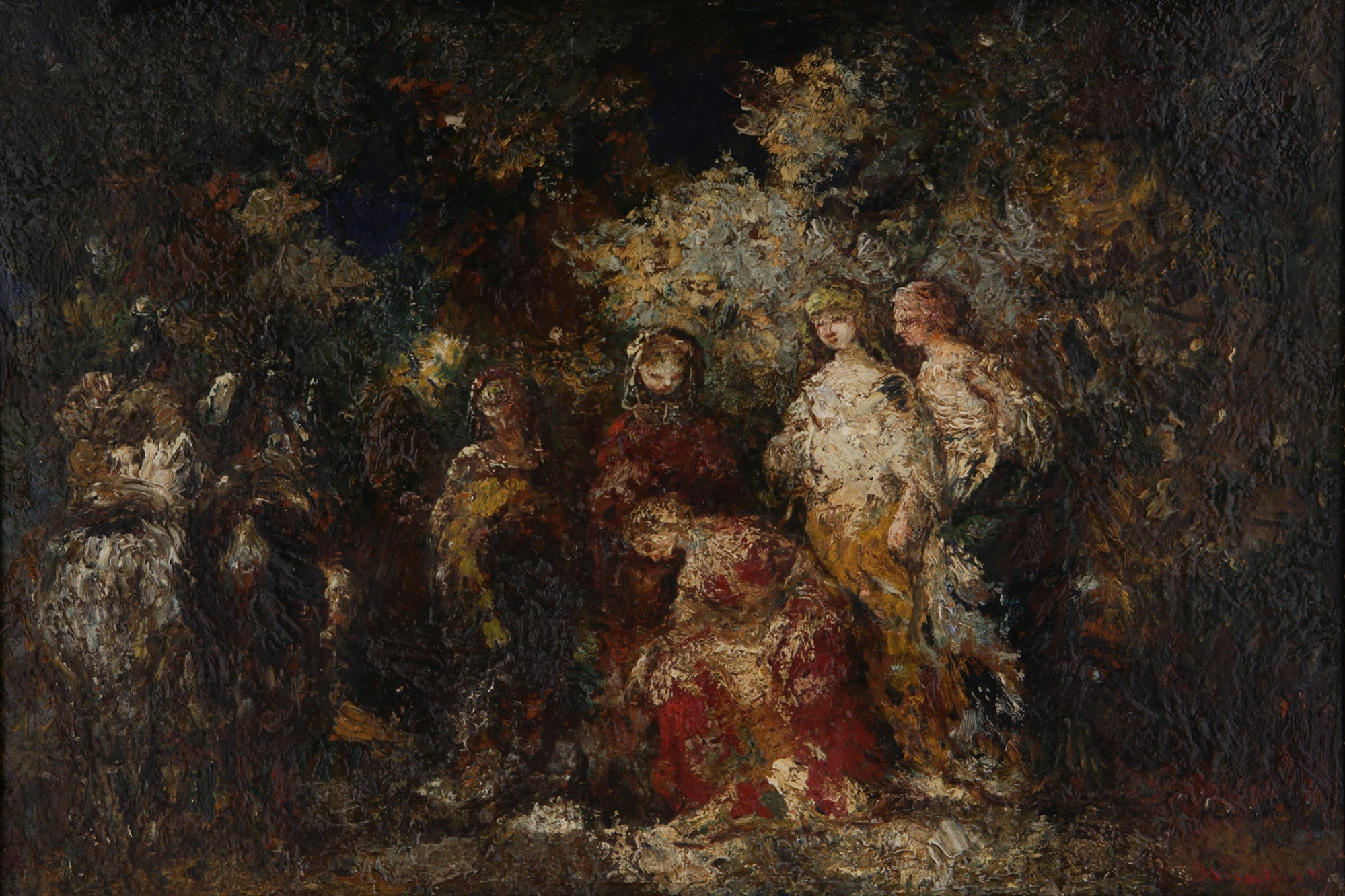
La Reverence, Adolphe Joseph Thomas Monticelli.

La reputación de Monticelli creció después de su muerte. Entre sus coleccionistas estuvo Oscar Wilde quien, después de ir a prisión en 1895, escribió sobre su bancarrota en una carta a Lord Alfred Douglas, De Profundis: «Que todas mis cosas encantadoras tengan que venderse: mis dibujos de Burne-Jones; mis dibujos de Whistler; mi Monticelli; mi Simeon Solomon; mi porcelana; mi biblioteca...»
Hoy Monticelli está considerado una figura un tanto secundaria en la pintura del siglo XIX, un pintor inspiración de pintores. 
En 2005 en el diario The Guardian, Sir Timothy Clifford, director general de las National Galleries of Scotland, Edimburgo, escogió la obra de Monticelli A Garden Fete como la peor pintura del Reino Unido, y comentó: «Nos han legado ocho pinturas de Monticelli, cada una más espantosa que la anterior. En mis 21 años aquí, no se ha colgado ninguna porque creo que Monticelli produce un arte terriblemente malo. Yo llamo a esta obra una Fete peor que la muerte».
Un monumento conmemorativo en honor de Adolphe Monticelli, esculpido en 1909 por Auguste Carli, fue erigido en su ciudad natal, Marsella. Desde septiembre de 2008 a enero de 2009 tuvo lugar en la misma ciudad una exposición titulada "Van Gogh y Monticelli", centrada en mostrar la admiración y la gran influencia que supuso la pintura del marsellés en la obra de Van Gogh.